# Vince Nagy
Vince Nagy de Losonc (n. 4 martie 1886, Satu Mare, Austro-Ungaria – d. 1 iunie 1965, New York City, New York, SUA) a fost un politician maghiar care a ocupat postul de ministru de interne în anii 1918-1919, în perioada Republicii Democrate Ungare.

## Biografie
În anul 1907 a obținut un doctorat în drept la Universitatea din Cluj, iar în 1911 a dat examen de admitere în barou. Din 1912 a fost avocat la Satu Mare.

## Cariera politică
Între anii 1916 și 1918 a activat ca și parlamentar independent. În perioada noiembrie-decembrie 1918 a îndeplinit funcția de secretar de stat, iar apoi, în perioada 12 decembrie 1918 - 21 martie 1919, funcția de ministru de interne în guvernele conduse de Mihály Károlyi și Dénes Berinkey. 
După proclamarea Republicii Sovietice Ungaria (21 martie 1919) s-a reîntors la Satu Mare. Există date care susțin ideea că în primăvara anului 1919 ca și consilier politic al colonelului Károly Kratochvil, care era comandant al Diviziei Secuiești, l-a sfătuit pe acesta s-a facă francezilor oferta de a întoarce trupele diviziei împotriva comuniștilor, cu condiția ca românii să nu treacă de linia de demarcație din  Transilvania și francezii să permită trupelor diviziei reîntoarcerea în Ardeal. După schimbarea autorității statale în Transilvania, Nagy a fost încarcerat de noile autorități timp de nouă luni. 
Începând din 1922 a fost avocat la Budapesta. În perioada 1924-1926 a fost membru al Adunării Naționale ca reprezentant al Partidului Independenței - Kossuth '48. Din 1928 a fost președinte executiv al Partidului Independenței Naționale Kossuth (succesor al Partidului Kossuth numit mai sus). Din cauza atitudinii sale antinaziste în timpul celui de-al Doilea Război Mondial a fost nevoit să se ascundă după invadarea Ungariei de către germani (19 martie 1944). În aprilie 1945 el și partidul său s-au alăturat Partidului Civic Independent al Micilor Proprietari și Lucrători Agrari (FKgP). În perioada iunie-septembrie 1945 a fost membru în Adunarea Naționale Provizorie a Ungariei, iar din august 1945 membru în Consiliul Național al Educației al FKgP. A fost reales membru al Adunării Naționale în legislatura 1945-1947. A respins colaborarea partidului său cu Partidul Comunist și Partidul Social-Democrat, fiind exclus din FKgP în martie 1946, la presiunea extremei stângi, împreună cu alte 19 persoane. 
În februarie-martie 1946 a fost acuzator politic în procesul lui Szálasi, deși avea profesia de avocat și a lucrat întotdeauna doar ca avocat. El a cerut o condamnare la moarte pentru toți inculpații, iar această pedeapsă a fost hotărâtă de Tribunalul Poporului și de curțile superioare de justiție. În 1946 a participat la înființarea Partidului Libertății Maghiare, iar mai târziu a devenit vicepreședinte al partidului.

## Emigrarea
După autodesființarea partidului (iulie 1947), Vince Nagy s-a alăturat Partidului Independenței Maghiare, însă a părăsit țara la sfârșitul aceleiași luni. Din anul 1948 până la moartea sa a locuit în Statele Unite ale Americii, unde a lucrat ca tehnician de televiziune. A participat în mod activ la viața politică a emigrației, iar din 1950 a fost vicepreședinte al Comisiei naționale maghiare. În 1952 a fondat Asociația Avocaților Liberi Maghiari din SUA și până în 1958 a fost președinte al acesteia. De asemenea, a fost consilier la Departamentul de Stat și consultant la Radio Europa Liberă.